# شن کوا
شن کوا یا شن گوا (به زبان چینی 沈括؛ زبان پین یین Shěn Kuò زبان وید جایلز Shen K'uo)، نام سبک کانژونگ (存中) و نام مستعار منگکی (امروزه منگکسی نامیده می‌شود) ونگ (夢溪翁)
، علامه چینی، دانشمند و سیاستمدار دودمان سونگ بود. وی در بسیاری از زمینه‌های علم و سیاست از قبیل ریاضی، نجوم، هواشناسی، زمین‌شناسی، جانورشناسی، گیاه‌شناسی، پزشکی سنتی چینی، بزرشناسی، باستان‌شناسی، مردم نگاری، نقشه‌نگاری، نویسندگی دائرةالمعارف، ژنرال، دیپلمات، مهندسی هیدرولیک، مخترع، ریاست فرهنگستان، وزیر اقتصاد، بازرس دولت، شعر و موسیقی بهترین بود. او بالاترین مقام رسمی دفتر ستاره‌شناسی در دربار سونگ و همچنین معاون وزیر مهمان‌نوازی شاهنشاهی بود.
در دربار، تابعیت سیاسی وی حزب اصلاح‌طلب معروف به گروه سیاست جدید، به رهبری صدراعظم وانگ‌آنشی(۱۰۲۱ تا ۱۰۸۶) بود.
در مقالات دریم پول(夢溪筆談؛ منگکسی بیتان) سال ۱۰۸۸، شن اولین فردی بود که خاصیت مغناطیسی قطب‌نمای سوزنی که برای هدایت کشتی استفاده می‌شد، را توضیح داد (در اروپا برای نخستین بار این موضوع توسط الکساندر نکام در سال ۱۱۸۷ توضیح داده شد).
شن مفهوم شمال حقیقی در مفهوم میل مغناطیسی به طرف قطب شمال مغناطیسی را با آزمایش سوزن‌های مغناطیسی معلق و «تشخیص نصف النهار بهبود یافته با محاسبات نجومی شن از فاصله ستاره قطبی و شمال حقیقی» کشف کرد.
این، یک قدم تعیین‌کننده در تاریخ ساخت قطب‌نماهای مناسب‌تر برای هدایت بود و یک مفهوم ناشناخته در صدها سال در اروپا به حساب می‌آید (شواهد موجود در ساعت‌های خورشیدی آلمانی که در حدود سال ۱۴۵۰ ساخته شدند و شباهت‌هایی با قطب‌نماهای چینی در بعد تمایل مغناطیسی دارند).
شن برنامه رسم نقشه مدار ماه و سیاره‌ها را در یک پروژه عمیق و فشرده ۵ ساله شامل مشاهدات روزانه در کنار همکارش وی پو، حتی با وجود ممانعت مخالفان سیاسی دربار تدارک دید.
برای رسیدن به اهداف کاری خود در زمینه نجوم، شن کوا طراحی armillary حلقه‌دار، شاخص، استوانه دید بهبود بخشید و یک نوع ساعت آبی اختراع کرد. شن کوا در مورد یک فرضیه زمین‌شناسی برای زمین ریخت‌شناسی بر پایه یافتن سنگوارههای داخلی، دانش فرسایش خاک و رسوب خاک اندیشیده بود.
وی همچنین فرضیه تغییر اقلیم تدریجی را پس از مشاهده خیزران‌های قدیمی خشک شده (سنگ شده) که در زیستگاه شمالی که در زمان حیات خیزران‌ها محل مناسبی برای رشد آن‌ها نبود، پیشنهاد داده بود.
وی اولین شخصیت ادبی چین بود که استفاده از حوضچه خشک برای تعمیر قایق‌های معلق را خارج از آب عنوان کرد و همچنین از تأثیر اختراع نسبتاً جدید سد سلولی نوشت. اگر چه ابن هیثم(۹۶۵ تا ۱۰۳۹) اولین کسی بود که دوربین تاریکخانه‌ای را شرح داد، شن اولین شخصی بود که این کار را در چین در چند دهه بعد انجام داد. شن دربارهٔ انواع چاپ صنعتی که بی شنگ(۹۹۰ تا ۱۰۵۱) اختراع کرده بود، به تفصیل نوشت و با توجه به نوشته‌های وی، یادگار بی شنگ و فهم مدرن این نوع چاپ به نسل‌های بعدی انتقال پیدا کرد.
با پیگیری یک سنت قدیمی در چین، شن یک نقشه نفش برجسته در حین بازرسی کردن نقاط مرزی ایجاد کرد. توضیح وی در مورد مکانیزم کمان پولادی که خود از زیر خاک درآورده بود، ثابت شد که از متعلقات جیکوب است، یک دستگاه نقشه‌برداری است که در اروپا تا سال ۱۳۲۱ که توسط ابن گرشوم در اروپا شرح داده شد، ناشناخته بود.
شن کوا کتاب‌های دیگری علاوه بر مقالات دریم پول نوشته که بیشتر نوشته‌های وی باقی نمانده‌اند. برخی شعرهای شن، پس از مرگش در نوشته‌هایی منتشر شده‌اند. اگرچه، بیشتر تمرکز وی مختص کارهای تکنیکی و مقالات علمی بود، وی همچنین علاقه به طالع‌بینی و ماوراء طبیعی داشت. مورد آخر توضیح روشن وی در مورد اشیای ناشناس پرنده با شهادت شاهدان عینی است. وی همچنین تفسیر متون قدیمی تاتوئیسم و کنفسیوسگرایی را نوشته‌است.